# Kim Jeong-min
Kim Jeong-min (김정민?; 13 febbraio 1972) è un'ex cestista sudcoreana.

## Carriera
Con la Corea del Sud ha preso parte alle Olimpiadi del 1996, disputando una partita.